# F’Dérik (Département)
F’Dérik (arabisch افديرك) ist ein Département (Moughataa) im Norden der Verwaltungsregion Tiris Zemmour in Mauretanien. Hauptstadt des Départements ist F’dérik.

## Geographie
Das Département liegt im Norden des Landes. F’Dérik ist mit einer Fläche von 169.684 km² das flächenmäßig größte Département Mauretaniens und nimmt den Süden und die Mitte der Verwaltungsregion Tiris Zemmour ein. Es umschließt das Gebiet von Département und Stadt Zouérat als Enklave und grenzt im Westen an Westsahara, im Osten an Mali, ferner an die Départements Bir Moghrein im Norden sowie im Süden an Ouadane und Atar.
Die Hauptstadt F’dérik selbst liegt an der Nationalstraße N1 und am Fuß des Gebirgsstockes von Kediet Ijill (915 m), der aufgrund seines Eisenerzvorkommens einen wichtigen Wirtschaftsfaktor darstellt.
Westlich des Ortes liegt der Fderik Airport und etwas weiter westlich der Zeugenberg Guelb Atomaï (523 m, ⊙).

## Bevölkerung
Die Bevölkerungszahl des Départements hat in den Jahren 2000 bis 2023 von 4.431 auf 11.623 Einwohner zugenommen. Das Département umfasst nur eine kommunale Körperschaft, die Gemeinde F’dérik.

## Geschichte
Die Siedlung wurde erst ab den späten 1950er Jahren rund um das ehemalige französische Fort Gouraud errichtet.